# Armand Bour
 (janvier 2017).
Si vous disposez d'ouvrages ou d'articles de référence ou si vous connaissez des sites web de qualité traitant du thème abordé ici, merci de compléter l'article en donnant les références utiles à sa vérifiabilité et en les liant à la section « Notes et références ».
Armand Bour, né le 7 janvier 1868 à Lille et mort le 23 mai 1945 à Paris 2e, est un comédien français formé au Théâtre-Libre d'André Antoine.
En 1893, Armand Bour donne des spectacles d'avant-garde au Théâtre Moncey. Le succès de l'unique représentation de L'Automne, de Paul Adam, interdit par la censure, est grand. Bour, Dauvillier, Rambert, Mmes Louise France et Gina Barbieri en sont les principaux interprètes, avec une importante figuration racolée par Bour et Gabriel Mourey parmi les ouvriers du quartier, qui donne une vie frémissante et spontanée.
Il fonde le Théâtre Victor Hugo, qui deviendra le Trianon. En octobre 1902, il crée le « Théâtre d'Art International » avec Georges Lieussou, au Théâtre d'Application, appelé aussi La Bodinière. En 1905, il organise des représentations du « Théâtre des Poètes » (ou Théâtre idéaliste) au Théâtre des Bouffes-Parisiens.
Il a été marié à la comédienne Gina Barbieri, qui fit partie de la troupe de Jacques Copeau.

## Théâtre

### Auteur
- Pendant la bataille, comédie dramatique en 1 acte, 1915
- Le Règne de Messaline, pièce en 4 actes, 25 mai 1920, Théâtre des Variétés
- La Foi nouvelle, pièce en 4 actes, 1921

### Comédien
- 1893 : L'Automne de Paul Adam au Théâtre Moncey
- 1902 : Le Triomphe de Roberto Bracco, mise en scène Armand Bour, Théâtre d'Art International La Bodinière, 15 octobre
- 1903 : Jeunesse drame d'amour en 3 actes de Max Halbe (en), mise en scène Armand Bour, Théâtre d'Art International La Bodinière, 23 janvier
- 1903 : Les Rozeno comédie en 4 actes de Camillo Antona Traversi, mise en scène Armand Bour, Théâtre d'Art International La Bodinière, 28 février
- 1903 : Don Pietro Caruso drame en 1 acte de Roberto Bracco, mise en scène Armand Bour, Théâtre d'Art International La Bodinière, 16 mars
- 1903 : Cadet Roussel de Jacques Richepin, Théâtre Victor Hugo, 6 novembre
- 1904 : Le Chevalier de la Longue Figure (Don Quichotte) de Jacques Le Lorrain, Théâtre Victor Hugo
- 1904 : Rabelais d'Albert du Bois, Théâtre des Bouffes-Parisiens
- 1905 : Cadet Roussel de Jacques Richepin, Théâtre des Bouffes-Parisiens
- 1908 : La Femme nue d'Henry Bataille, Théâtre de la Renaissance
- 1908 : Parmi les pierres de Hermann Sudermann, Théâtre de l'Odéon
- 1908 : Les Âmes ennemies de Paul Hyacinthe Loyson,
- 1909 : Poil de Carotte de Jules Renard, Théâtre de l'Odéon
- 1909 : Le Scandale de Henry Bataille, Théâtre de la Renaissance
- 1908 : Le Sculpteur des masques de Fernand Crommelynck
- 1910 : La Vierge folle de Henry Bataille, Théâtre du Gymnase
- 1911 : L'Enfant de l'amour de Henry Bataille, Théâtre de la Porte-Saint-Martin
- 1911 : La Flambée de Henry Kistemaeckers, Théâtre de la Porte-Saint-Martin
- 1912 : La Crise de Paul Bourget et André Beaunier, Théâtre de la Porte-Saint-Martin
- 1913 : La Saignée de Lucien Descaves et Fernand Nozière, Théâtre de l'Ambigu-Comique
- 1913 : Le Ruisseau de Pierre Wolff, Théâtre de la Porte-Saint-Martin
- 1913 : Mon ami l'assassin de Serge Basset et Antoine Yvan, Théâtre de l'Ambigu-Comique
- 1914 : L'Épervier de Francis de Croisset, Théâtre de l'Ambigu-Comique
- 1918 : Notre image de Henry Bataille, mise en scène Armand Bour, Théâtre Réjane
- 1920 : Le Règne de Messaline pièce en 4 actes d'Armand Bour, Théâtre des Variétés
- 1921 : La Tendresse de Henry Bataille, Théâtre du Vaudeville
- 1921 : Chéri de Colette, mise en scène Robert Clermont, théâtre Michel à Paris
- 1922 : L'Avocat d'Eugène Brieux, mise en scène Victor Silvestre, Théâtre du Vaudeville
- 1932 : Plus jamais ça ! de Fred Angermayer, mise en scène Georges Pitoëff, Théâtre de l'Avenue
- Philoctète d'André Gide

### Metteur en scène
- 1895 : L'Automne de Paul Adam et Gabriel Mourey
- 1902 : Le Triomphe drame en 4 actes de Roberto Bracco suivi de Le Voyage de Sganarelle au pays de Philosophie pièce en 1 acte de Ludwig Holberg, Théâtre d'Art International La Bodinière, 15 octobre
- 1902 : Alleluia de Marco Praga, Théâtre d'Art International La Bodinière, 22 octobre
- 1902 : L'École du déshonneur de Rovetta, Théâtre d'Art International La Bodinière, octobre
- 1902 : Par une belle nuit ! de Sabatino Lopez, Théâtre d'Art International La Bodinière, décembre
- 1902 : Infidèle de Roberto Bracco, Théâtre d'Art International La Bodinière, décembre
- 1903 : Jeunesse drame d'amour en 3 actes de Max Halbe (en), Théâtre d'Art International La Bodinière, 23 janvier
- 1903 : Les Rozeno comédie en 4 actes de Camillo Antona Traversi, Théâtre d'Art International La Bodinière, 28 février
- 1903 : Don Pietro Caruso drame en 1 acte de Roberto Bracco, Théâtre d'Art International La Bodinière, 16 mars
- 1903 : Lucifer, drame en 4 actes de Enrico Annibale Butti, Théâtre d'Art International La Bodinière, 3 avril
- 1904 : L'Embarquement pour Cythère d'Émile Veyrin, Théâtre des Bouffes-Parisiens
- 1904 : La Fin de l'amour fantaisie en 4 actes de Roberto Bracco, Théâtre des Bouffes-Parisiens
- 1905 : Les Merlereau pièce en 3 actes de Georges Berr, Théâtre des Bouffes-Parisiens
- 1905 : Le Talisman pièce en 4 actes de Louis Marsolleau, Théâtre des Bouffes-Parisiens
- 1905 : Phyllis de Paul Souchon, Théâtre des Bouffes-Parisiens
- 1907 : Le Grand Soir de Leopold Kampf, Théâtre des Arts
- 1908 : Le Sculpteur des masques de Fernand Crommelynck, Théâtre du Gymnase
- 1911 : Le Martyre de saint Sébastien de Gabriele D'Annunzio, musique Claude Debussy, Théâtre du Chatelet
- 1918 : Notre image de Henry Bataille, Théâtre Réjane
- 1926 : Le Dernier Empereur de Jean-Richard Bloch, Théâtre de l'Odéon
- Le Chant dans la prison d'Upton Sinclair

## Filmographie

### Cinéma

#### Acteur
- 1909 : La Victime de Charles Decroix
- 1910 : L'Honneur (ou Pour l'honneur) d'Albert Capellani
- 1910 : Le Sculpteur de masques d'Armand Bour
- 1912 : Ursule Mirouët (anonyme)
- 1915 : Pendant la bataille d'Henry Krauss + scénario
- 1918 : L'Affaire du château de Latran d'Armand Bour + scénario
- 1919 : Dans les ténèbres de Théo Bergerat
- 1921 : La Terre d'André Antoine
- 1923 : L'homme du train 117 de Charles Maudru
- 1928 : L'Argent de Marcel L'Herbier
- 1930 : Au Bonheur des Dames de Julien Duvivier
- 1931 : Le Refuge de Léon Mathot
- 1931 : Coquecigrole d'André Berthomieu
- 1932 : La Femme nue de Jean-Paul Paulin
- 1934 : L'Enfant du carnaval d'Alexandre Volkoff
- 1934 : L'Oncle de Pékin de Jacques Darmont
- 1936 : Jeunes Filles de Paris de Claude Vermorel : le vieux monsieur

#### Réalisateur
- 1908 : Le Baiser de Judas (coréalisation André Calmettes)
- 1916 : De l'amour à la mort
- 1918 : L'Affaire du château de Latran